# Janet Brown
Janet Brownová (14. prosince 1923 Rutherglen, Skotsko – 27. května 2011 Hove, Anglie) byla britská bavička, herečka a impresionistka.
V 50. letech 20. století uváděla na BBC pořad Picture Book. V 80. letech se stalá známou díky svému napodobování Margaret Thatcherové v televizi, rádiu, na hudebních nahrávkách (např. album Amarok od Mikea Oldfielda) i ve filmu (bondovka Jen pro tvé oči). Příležitostně vystupovala s bavičkou Faith Brownovou.
Janet Brownová se provdala za herce Petera Butterworthe, se kterým měla syna, herce Tylera Butterworthe, a dceru Emmu, která již nežije. Brownová žila sama v městě Hove.
Od září 2007 (ve věku 83 let) hrála v divadle v londýnském West Endu ve hře The Country Wife.